# NGC 4366
إن جي سي 4366 التي يرمز لها بالرمز NGC 4366، هي مجرة، في كوكبة العذراء.

## الاكتشاف
اكتشفت في 13 أبريل 1784، بواسطة ويليام هيرشل.